# Malin Persson
Malin Carolina Christina Persson (* 28. Februar 1992 in Stockholm) ist eine schwedische Schauspielerin.

## Leben und Karriere
Malin Persson wurde am 28. Februar 1992 in Stockholm geboren. Sie schloss 2013 die Teaterhögskolan i Stockholm ab. Ihr Debüt gab sie 2016 in dem Film Den allvarsamma leken. Anschließend bekam sie im selben Jahr eine Rolle in der Serie Midnight Sun. Unter anderem spielte Persson 2017 in dem Film Dröm vidare die Hauptrolle. Von 2017 bis 2020 war sie in der Serie Vår tid är nu zu sehen. Zudem war Persson am Teater Galeasen und am Uppsala Stadsteater beteiligt.

## Filmografie
Filme
- 2016: Den allvarsamma leken
- 2016: Flykten till framtiden
- 2017: Dröm vidare

Serien
- 2016: Midnight Sun
- 2017–2021: Vår tid är nu
- 2019: Playa del Sol
- 2021–2023: Thunder in My Heart
- 2021: Knutby
- 2021: Nattryttarna